# Nick Baumgartner
Nick Baumgartner (Iron River, 17 de diciembre de 1981) es un deportista estadounidense que compite en snowboard, especialista en la prueba de campo a través.
Participó en cuatro Juegos Olímpicos de Invierno, entre los años 2010 y 2022, obteniendo una medalla de oro en Pekín 2022, en la prueba de campo a través por equipo mixto, y el cuarto lugar en Pyeongchang 2018, en la prueba individual.
Ganó tres medallas en el Campeonato Mundial de Snowboard entre los años 2009 y 2017.

## Medallero internacional
| Juegos Olímpicos   | Juegos Olímpicos           | Juegos Olímpicos  | Juegos Olímpicos                |
| Año                | Lugar                      | Medalla           | Prueba                          |
| ------------------ | -------------------------- | ----------------- | ------------------------------- |
| 2022               | Pekín (China)              | Medalla de oro    | Campo a través por equipo mixto |
| Campeonato Mundial |                            |                   |                                 |
| Año                | Lugar                      | Medalla           | Prueba                          |
| 2009               | Hoengseong (Corea del Sur) | Medalla de bronce | Campo a través                  |
| 2015               | Kreischberg (Austria)      | Medalla de bronce | Campo a través                  |
| 2017               | Sierra Nevada (España)     | Medalla de oro    | Campo a través por equipos      |